# Le Bourg-d'Oisans
Le Bourg d'Oisans je naselje in občina v vzhodnem francoskem departmaju Isère regije Rona-Alpe. Leta 2009 je naselje imelo 3.381 prebivalcev.

## Geografija
Kraj se nahaja v pokrajini Daufineji v dolini reke Romanche; je središče ozemlja Oisans, od Grenobla oddaljeno 50 km proti jugovzhodu. Del njegove občine se nahaja v francoskem narodnem parku Écrins. Obdaja ga več znanih zimsko-športnih središč, med drugim tudi L'Alpe d'Huez in Les Deux Alpes.

## Uprava
Le Bourg d'Oisans je sedež istoimenskega kantona, v katerega so poleg njegove vključene še občine Allemond, Auris, Besse, Clavans-en-Haut-Oisans, Le Freney-d'Oisans, La Garde, Huez, Livet-et-Gavet, Mizoën, Mont-de-Lans, Ornon, Oulles, Oz, Saint-Christophe-en-Oisans, Vaujany, Vénosc, Villard-Notre-Dame, Villard-Reculas in Villard-Reymond z 10.558 prebivalci.
Kanton Bourg d'Oisans je sestavni del okrožja Grenoble.

## Zanimivosti
- Muzej mineralov in alpske favne;
- Mednarodno poznan je kraj kot izhodišče ciljnega vzpona na L'Alpe d'Huez v času kolesarske dirke po Franciji. Kraj je obenem tudi izhodiščna točka naslednje etape.

## Osebnosti
- Fabienne Serrat (* 1956), francoska alpska smučarka;